# Джизак
Джиза́к (узб. Jizzax / Жиззах) — административный центр Джизакской области Республики Узбекистан, город областного подчинения. 
Крупный транспортный узел, экономический, научно-образовательный и культурный центр региона. Расположен на автомобильной трассе между Ташкентом и Самаркандом. С этими двумя крупнейшими городами связан также высокоскоростной железнодорожной линией. Находится у северного предгорья хребта Нуратау, на реке Санзар, в южной части Мирзачульской степи. 
Основан в X веке в оазисе с богатой растительностью как важный перевалочный пункт на Великом шёлковом пути. Торговый маршрут из Уструшаны, проходивший через Джизак, был одним из ключевых на всём протяжении Шёлкового пути. Среди прочих товаров здесь перевозился уструшанский нефрит — ценный минеральный камень, широко известный в сопредельных странах..

## Этимология
По одной из наиболее популярных версий, название города происходит от согдийского слова «Дизак» (согд. Dizak), означающим «небольшую крепость», «маленький форт».

## История
Древний город Джизак возник в оазисе, на месте пересечения караванных дорог на Великом шёлковом пути из Ферганской долины и Ташкентского оазиса в город Самарканд.
Первое известное упоминание поселения под названием Дизак датировано X веком. В сочинениях арабских географов и путешественников Ибн-Хаукаля и Аль-Мукадасси оно упоминается в статусе города в области Факнон, в древней стране Уструшана, существовавшей с IV по IX века.
В VIII веке Уструшану достигли арабские завоеватели, включившие территорию во владения Арабского халифата. В 893 году Уструшана, как отдельное владение, была ликвидирована Саманидами и в X веке включена в состав их державы.
В XI—XII веках находился в государствах Караханидов и Хорезмшахов. В 1220 году подвергся нашествию войск Чингисхана, повлёкшему истребление населения и полное разрушение города, в результате чего Джизак пришёл в упадок.
В XIV—XV веках возродился в составе государства Тимура. С 1500 по 1599 год Джизак входил в Бухарское ханство, возглавляемое узбекской династией Шейбанидов, а затем Аштарханидов.
Города Джизак и Ура-тюбе часто переходили из рук в руки, фактически оставаясь независимыми. Главенствующую роль в этом районе играла знать узбекских племён кырк и юз.
С 1756 по 1866 годы Джизак был в составе Бухарского эмирата, возглавляемого узбекской династией Мангытов.
К началу 1860-х годов Джизак представлял собой административный центр Джизакского бекства, окружённый двойной стеной и глубоким рвом. Население города насчитывало 20 000 человек.
11 октября 1866 года Джизак был взят в осаду русским отрядом численностью 2000 человек под командованием генерала Д. И. Романовского. Спустя 7 дней город пал в результате штурма.
В 1887 году Джизак стал уездным городом Самаркандской области в составе Туркестанского генерал-губернаторства Российской империи.

В 1916 году Джизак был одним из центров Туркестанского восстания.
В 1917 году в Джизакской области родился Шараф Рашидов, впоследствии 24 года руководивший Узбекской Советской Социалистической Республикой в составе Советского Союза.
В советский период город был перестроен, возведены промышленные предприятия, увеличилось население. 29 декабря 1973 года Джизак стал административным центром образованной Джизакской области.
После упразднения Джизакской области 6 сентября 1988 года являлся центром Сырдарьинской области до 16 февраля 1990 года, когда Джизакская область была восстановлена.
Современные названия кварталов города Джизака (Кипчак, Канглы, Сарай, Раваллик) напоминают, что в древние времена на этой территории проживали родоплеменные группы, впоследствии положившие начало узбекскому этносу.
С момента выхода УзССР из состава СССР и образования Республики Узбекистан (31 августа 1991 года) город Джизак является административным центром Джизакской области Республики Узбекистан.

## География
Площадь города — около 100 км² (9640 га). Джизак расположен в долине реки Санзар у северного подножия гор Нуратау, южнее Мирзачульской степи.
Город находится в 180 км к юго-западу от Ташкента и в 90 км к северо-востоку от Самарканда. Территория, занимаемая городом Джизаком, граничит с Джизакским и Галляаральским районами Джизакской области.

## Климат
В городе Джизаке климат умеренно тёплый. По системе Кеппен-Гейгера его можно класиффицировать, как Средиземноморский (Csa). Среднегодовая температура находится в пределах +15…+16 °C.
Летом выпадает значительно меньше осадков, чем зимой (в виде снега). В среднем в течение года наблюдается относительно небольшое количество осадков — 370 мм.

## Население
Численность населения города по состоянию на 2020 года составляла 179 900 человек. Подавляющую часть населения составляют узбеки.
Число жителей города постоянно растёт, что связано с общим ростом населения страны, а также с тем, что город в качестве административного центра является притягательным для населения своей и приезжих из других областей.
| Год       | 1970   | 1991   | 2004    | 2011    | 2020    |
| Население | 37 800 | 54 700 | 138 400 | 160 300 | 179 900 |

Национальный состав: узбеки — 158 000 человек (84,4 %), русские — 7000 человек (3,7 %), таджики — 3 100 человек (1,7 %), киргизы: 5 047 человек (2,7 %), татары: 4 463 человек (2,4 %), корейцы: 1768 человек (1,0 %) остальные народы— 7 380 человек (4,1 %).

## Образование
- Джизакское высшее военное авиационное училище (ДВВАУ) — подготовка офицерских кадров для Вооружённых сил Республики Узбекистан[9][10][11][12][13], школа подготовки военных лётчиков высокого класса. Образована в сентябре 1994 года по инициативе президента Республики Узбекистан — Верховного главнокомандующего Вооружёнными силами, и под прямым руководством министра обороны Республики Узбекистан.
- Джизакский политехнический институт.
- Джизакский государственный педагогический университет.
- Джизакский филиал Национального университета Узбекистана имени Мирзо Улугбека.
- Джизакский филиал Казанского федерального университета.[14]

## Культура
- Мемориальный музей Шарафа Рашидова.
- Мемориальный музей Хамида Алимжана и Зульфия.
- Краеведческий музей.
- Драматический театр имени Юнуса Ражаби.
- Детский кукольный театр.

В Джизаке находится детская железная дорога (одна из трёх в Узбекистане). Это достаточно крупный транспортный объект и достопримечательность города, находящаяся в парке «Истиклол».

## Спорт
Джизак — город с давними спортивными традициями и активно развивающимся профессиональным спортом. Развитие спорта курирует Управление культуры и спорта Джизакской области.

### Футбол
В городе имеется футбольный клуб «Согдиана» (в 1970—1972 и 1975—1976 годах назывался «Джизак»). Он проводит домашние матчи на стадионе спорткомплекса «Согдиана» — многоцелевой арене, перестроенной в 2015 году и рассчитанной теперь на 11 650 зрителей (ранее — стадион «Центральный», стадион «Джизак»).

## Транспорт
Джизак — крупный транспортный узел. Через город проходят железная и автомобильная дороги, соединяющие центральные и западные области с восточными областями Узбекистана.
Вдоль долины реки Санзар проходит автодорога «Большой узбекский тракт», соединяющая два крупнейших города и две столицы Узбекистана: современную и древнюю — города Ташкент и Самарканд.
Через город проходит электрифицированная железнодорожная линия, соединяющая города Ташкент и Самарканд, проходящая через город Хаваст. Ранее также действовала неэлектрифицированная железнодорожная линия, проходящая через станцию Сырдарьинская, которая перестала функционировать с 1990-х годов.
До 2010 года в городе действовала троллейбусная транспортная сеть. Троллейбусы были заменены на автобусы, производимые Самаркандским автомобильным заводом SAZ на шасси Isuzu, а также маршрутными такси на базе микровэнов Daewoo Damas.

## Хокимы — главы администрации города
1. Иномжонов Хакимжон Муродович (05.2003-03.2009)
2. Кобилов Асрор Аскарович (03.2009—16.09.2016),
3. Тухтаев Абдукаххар Хасанович (16.09.2016—27.04.2017)[15],
4. Рахмонкулов Акрам Баритдинович (27.04.2017—04.04.2018),
5. Шукуров Акбар Сафарович (с 05.04.2018- 18.01.2021),[16].
6. Холмуродов Комил Адҳамович (c 19.01.2021)

## Известные уроженцы
- Лебедев Сергей Николаевич — генеральный секретарь Содружества Независимых Государств (начиная с октября 2007 года по настоящее время), российский разведчик, директор Службы внешней разведки России (2000—2007), генерал армии России.
- Рашидов Шараф Рашидович — советский партийный и государственный деятель, писатель. Руководитель Узбекской ССР на протяжении 24 лет в качестве Первого секретаря Центрального комитета Коммунистической партии Узбекской ССР (1959—1983).
- Хамид Алимжан — поэт, драматург, литературный критик, представитель узбекской поэтической классики XX столетия.
- Сардор Рашидов — узбекский футболист, нападающий клуба «Катар СК» и сборной Узбекистана.
- Фаттах (Патох) Каюмович Шо́диев — (род. 15 апреля 1953 года, г. Джизак, Узбекистан) — узбекский предприниматель, совладелец горнодобывающей компании Eurasian Resources Group, Евразийского банка, страховой компании «Евразия» и «Евразийской индустриальной компании», основатель международного благотворительного фонда своего имени.